# Borato

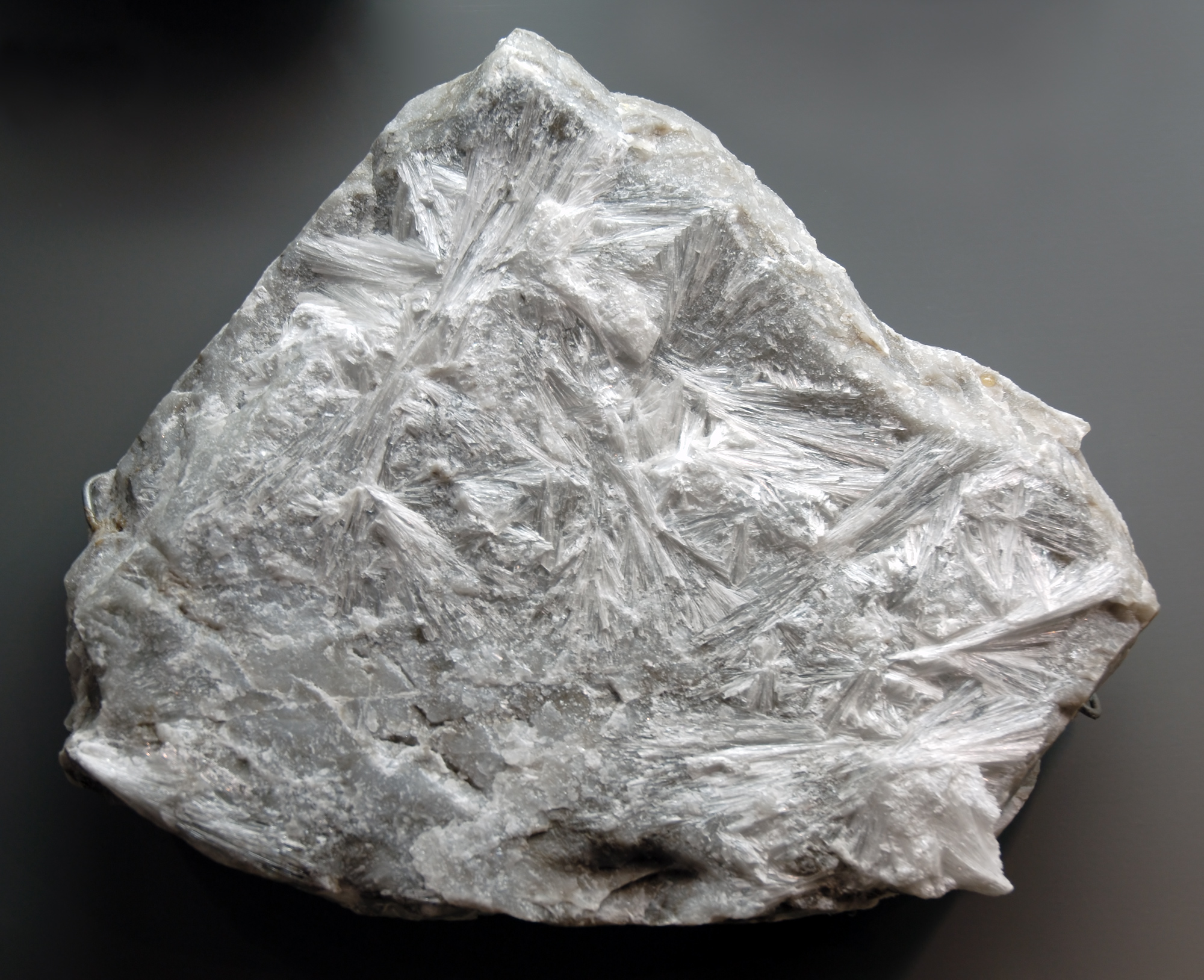
Hidroboracita de Niedersachswerfen

Borato (derivado do latim borax-ácis, que significa "sal natural") é todo sal oxigenado que contém o boro e o oxigênio na composição química do ânion do sal.
Os minerais que apresentam na sua composição química o ânion borato são:
- Boracita: Mg3B7O13Cl
- Bórax: Na2B4O7 . 10 H2O
- Kernita: Na2B4O7 . 4 H2O
- Ulexita: NaCaB4O9 . 7 H2O
- Colemanita: Ca2B6O11 . 5 H2O
- Howlite: (Ca2B5SiO9(OH)5)